# NGC 1134
NGC 1134 is een spiraalvormig sterrenstelsel in het sterrenbeeld Ram. Het hemelobject werd op 16 oktober 1784 ontdekt door de Duits-Britse astronoom William Herschel.

## Synoniemen
- PGC 10928
- UGC 2365
- MCG 2-8-27
- ZWG 440.27
- Arp 200
- IRAS02509+1248